# 조로아스터 다리어
조로아스터 다리어(페르시아어: دری زرتشتی or گویش بهدینان "Behdīnān 방언")는 페르시아어 방언 또는 북서이란어에 속한 민족방언(ethnolect)이다.
조로아스터교 다리어는 1880년대까지 중부 이란에서 거의 백만 명이 사용했다. 오늘날에는 중부 이란의 야즈드와 케르만 도시와 그 주변 지역에 사는 약 8,000~15,000명의 조로아스터교도와 인도의 이란인 공동체만이 모어로 사용하고 있다.
조로아스터 다리어는 쿠르드어, 자자키어, 발루치어 등이 속한 북서이란어라는 언어군에 분류된다.

## 명칭
다리어는 Behdināni 또는 경멸적으로 Gabri(때로는 Gavrŭni 또는 Gabrōni)라고도 한다. 다리어에는 수많은 방언이 있다.

## 같이 보기
- 페르시아어
- 다리어
- 서이란어군